# Ухилення від покарання, не пов'язаного з позбавленням волі
Ухилення від покарання, не пов'язаного з позбавленням волі — кримінальний проступок, за який передбачено кримінальну відповідальність за 389 статтею Кримінального кодексу України. Полягає у діяннях, які виконуються з метою ухилитися від відбування кримінального покарання, яке не пов'язане з позбавленням волі.

## Текст статті
- Ухилення від сплати штрафу або позбавлення права обіймати певні посади або займатися певною діяльністю особою, засудженою до цих видів покарань, — карається виправними роботами або обмеженням волі на строк до двох років.
- Ухилення від відбування громадських чи виправних робіт особою, засудженою до цього покарання, — карається пробаційним наглядом на строк до трьох років або обмеженням волі на строк до трьох років.
- Ухилення від відбування пробаційного нагляду особою, засудженою цього виду покарання, — карається обмеженням волі на строк до трьох років.

## Суб'єкттасуб'єктивна сторона правопорушення
Суб'єкт цього кримінального правопорушення спеціальний. Ним може бути лише особа, засуджена до цих видів покарань (тобто, відповідно, тільки та особа, яка може вчинити кримінальне правопорушення, за яке передбачені ці покарання).
Суб'єктивна сторона цього кримінального правопорушення характеризується лише прямим умислом. Тобто вчинення цього кримінального правопорушення з необережності виключає відповідальність за цією статтею.

## Об'єкт кримінального правопорушення
Об'єктом цього кримінального правопорушення є правосуддя в частині виконання покарань за судовими вироками, які не пов'язані з позбавленням волі.

## Об'єктивна сторона правопорушення
Об'єктивна сторона кримінального правопорушення полягає в ухиленні від сплати штрафу; позбавлення права обіймати певні посади або займатися певною діяльністю; громадських робіт; виправних робіт; пробаційного нагляду.
Ухиленням від сплати штрафу є невиконання особою, засудженою до цього виду покарання, покладеного на неї обов'язку сплатити штраф.
Ухиленням від права обіймати певні посади чи займатися певною діяльністю є невиконання цього обов'язку. Воно може полягати у продовженні займатися діяльністю у строк, в який заборонено нею займатися, у перебуванні на посаді, забороненій судом, влаштування на таку посаду в іншій установі.
Ухиленням від відбування громадських робіт є невиконання особою, засудженою до цього виду покарання, обов'язку виконувати безоплатні суспільно корисні роботи. Зокрема, це може виражатися у нез'явленні для виконання таких робіт, у безпосередній відмові працювати, допущенні порушень трудової дисципліни, появі на роботі в нетверезому стані чи стані сп'яніння, притягненні під час відбування покарання до адміністративної відповідальності після попередження тощо.
Ухиленням від відбування виправних робіт є невиконання обов'язку особи, засудженої до цього виду покарання, працювати за своїм місцем роботи протягом встановленого судом строку. Це може виражатися у звільненні з роботи, порушенні порядку й умов відбування покарання, вчиненні адміністративного правопорушення, за яке на особу було накладено адміністративне стягнення, порушенні трудової дисципліни більше 2 раз протягом місяця тощо.
Ухиленням від відбування пробаційного нагляду є систематичне (три або більше разів) невиконання передбачених законом обов'язків, вчинення адміністративних правопорушень, зникнення з місця проживання, створення умисних перешкод для функціонування електронного засобу контролю та нагляду.
Кримінальне правопорушення є закінченим з моменту вчинення зазначених у даній статті діянь.